# يوهانس ميسنر
يوهانس ميسنر (بالألمانية: Johannes Messner)‏ (و. 1891 – 1984 م) هو عالم اجتماع، وسياسي، وأستاذ جامعي، واقتصادي نمساوي، توفي في فيينا، عن عمر يناهز 93 عاماً.

## جوائز
حصل على جوائز منها:
- الوسام النمساوي للعلوم والفنون  [لغات أخرى]‏ (1968)
- دكتوراه فخرية"Johannes Messner, Prof. DDr". مؤرشف من الأصل في 2018-01-02.
- Ring of Honour of the City of Vienna [الإنجليزية]‏

## روابط خارجية
- يوهانس ميسنر على موقع مونزينجر (الألمانية)